# New York City Hall
New York City Hall (em português:  Prefeitura de Nova Iorque) é a sede do conselho municipal da cidade de Nova Iorque, localizada no Civic Center em Manhattan. Construída entre 1803 e 1811, é considerada a sede municipal mais antiga dos Estados Unidos ainda em funcionamento pleno; abrigando o gabinete do Prefeito e o plenário do Conselho Municipal.
Foi designado, em 15 de outubro de 1966, um edifício do Registro Nacional de Lugares Históricos bem como, em 19 de dezembro de 1960, um Marco Histórico Nacional.

## Galeria de imagens

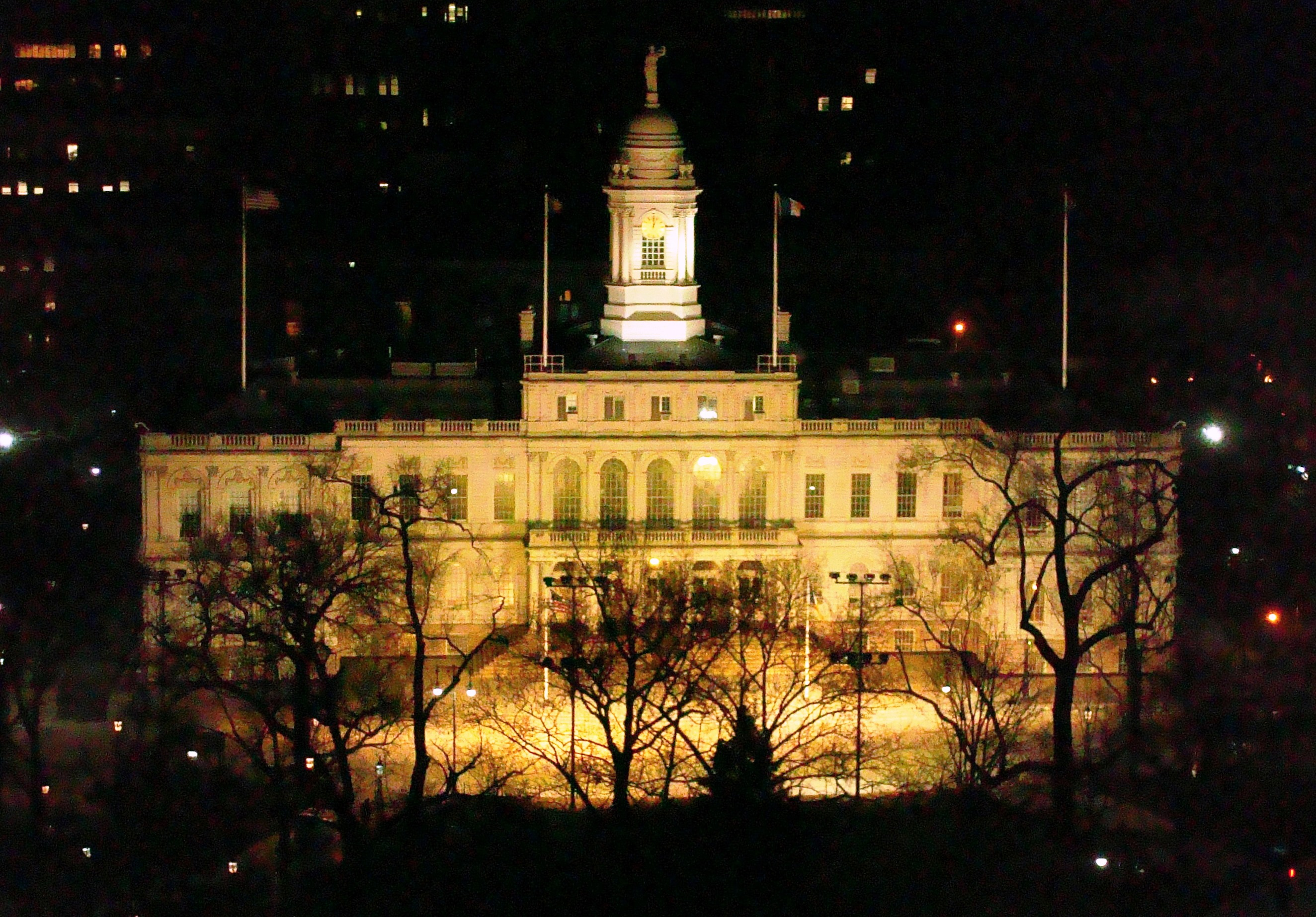
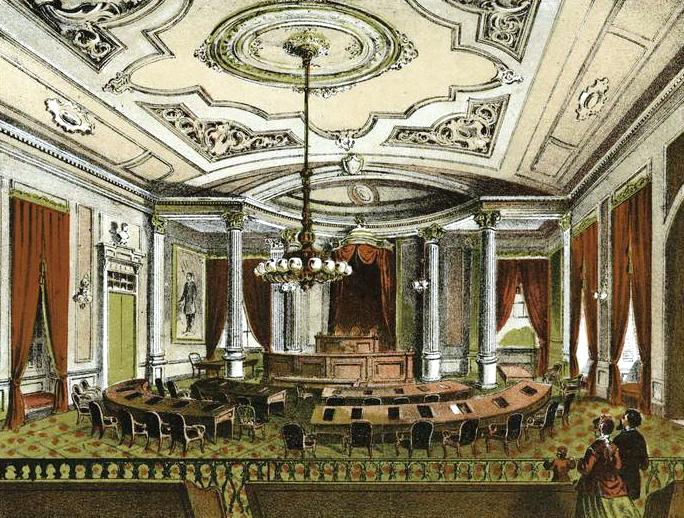
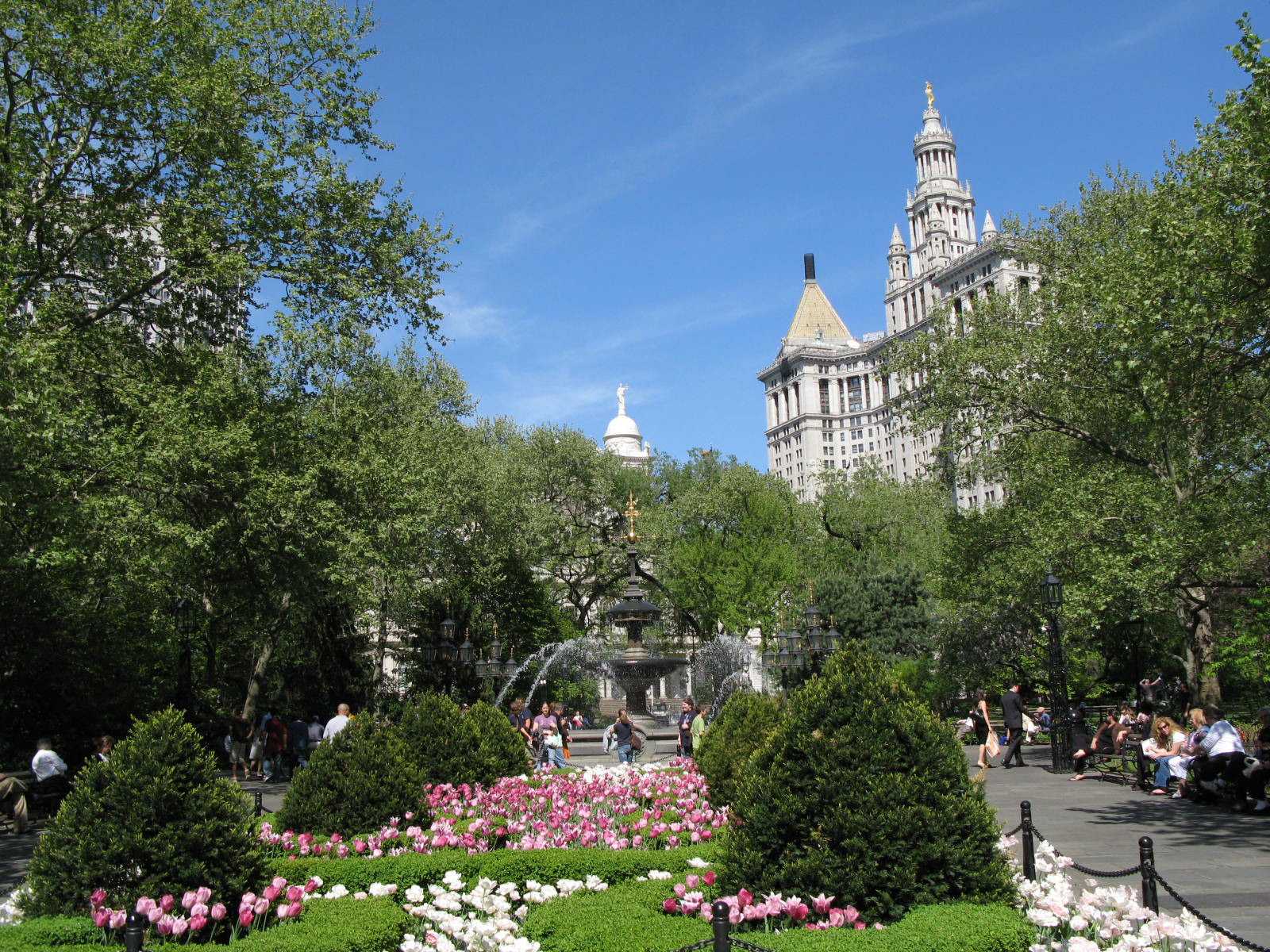
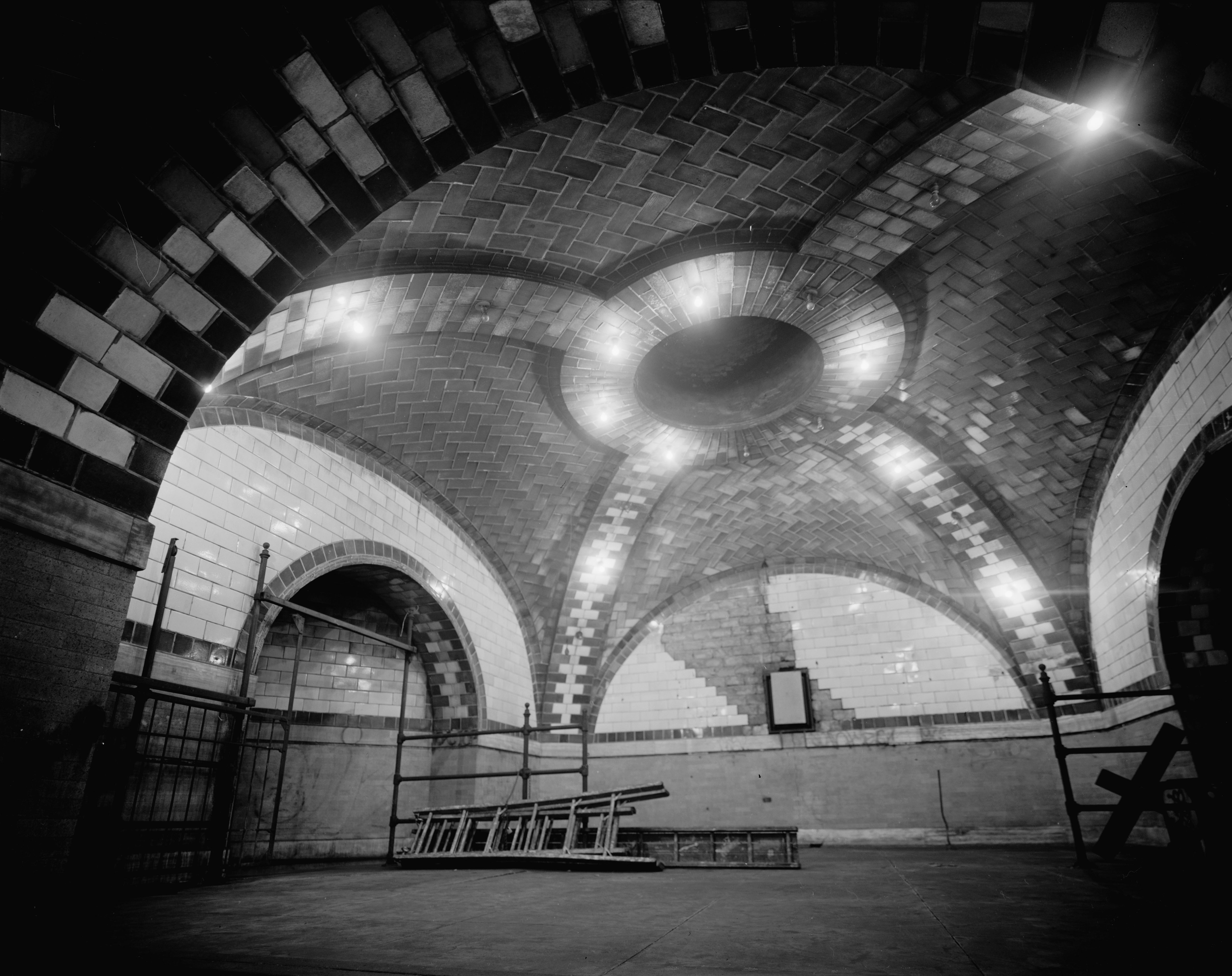
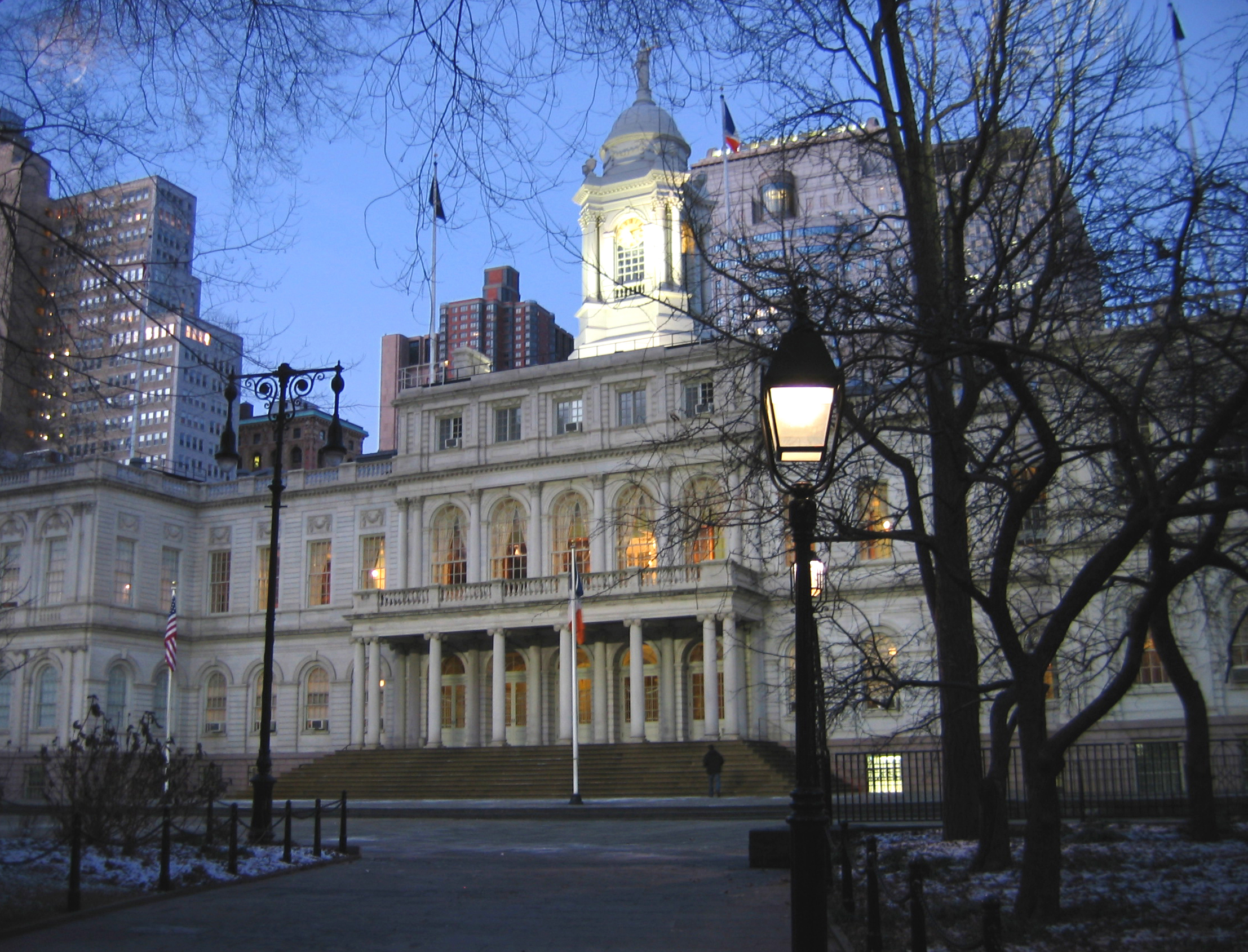